# 細胞融合
细胞融合（英語：Cell fusion）是两个或多个单核细胞自然或经人工诱导而合併成单个多核细胞的过程，此多核细胞称作合胞体（syncytium）；其中人工诱导融合不同种生物或同种生物不同类型的两个或多个细胞的过程，一般另称作「细胞杂交」（cell hybridization）。
自然发生的细胞融合存在于成肌细胞的分化、成骨细胞的分化、胚胎滋养层的分化，以及胚胎发生和形态发生；细胞融合是细胞成熟过程中的必要事件，以便细胞在整个生长过程中保持其特定功能。

## 深入阅读
- H. Harris: Cell fusion, 1970, Harvard University Press, Mass.
- R. Borgens et al.: Cell Fusion and some subcellular Properties of heterokaryons and hybrids, Journal of Cell Biology, VOLUME 67, 1975, pages 257-280